# Alopekisz
Az alopekisz (Αλωπεκίς) egy görög kutyafajta. Kistermetű, rókaszerű eb.

## Tulajdonságai
Erős állkapcsú, szája hosszú. Viszonylag nagy szemei vannak. Az orra nagy, arányos a szájával. Combjai kiegyensúlyozottak, térdük erős. Bundája közepes hosszúságú.
- Súlya: hím: 4–8 kg, szuka: 3,5-7,5 kg
- Magassága: hím: 25–32 cm, szuka: 23–30 cm
- Élettartam: 14-16 év
- Etetés: napi 50-150 g táp
- Alomszám: 3-5 kutya

Intelligens, ezért könnyen tanítható. Játékos, talpraesett kutya. Házőrzőként is alkalmas lehet. Gyerekbarát. Barátságos más állatokkal.

## Ápolása
Nagyon kevés ápolást igényel. Bolhakezelésre van szükség. Szőrének vágása nem szükséges. A szemeit, füleit bizonyos időközönként tisztítani kell. Kettő- három hónaponta kell fürdetni. Időseknek, kezdő kutyatartóknak ideális választás. Betegségekre hajlamos.